# Olympische Sommerspiele 1960/Teilnehmer (Griechenland)
| Gelbes Symbol für Goldmedaillen mit stilisierten Olympischen Ringen | Graues Symbol für Silbermedaillen mit stilisierten Olympischen Ringen | Braundes Symbol für Bronzemedaillen mit stilisierten Olympischen Ringen |
| ------------------------------------------------------------------- | --------------------------------------------------------------------- | ----------------------------------------------------------------------- |
| 1                                                                   | —                                                                     | —                                                                       |

Griechenland nahm an den Olympischen Sommerspielen 1960 in der italienischen Hauptstadt Rom mit 48 männlichen Sportlern an 38 Wettbewerben in acht Sportarten teil.
Seit 1896 war es die vierzehnte Teilnahme Griechenlands an Olympischen Sommerspielen.
Jüngster Athlet war mit 17 Jahren und 303 Tagen der Segler Konstantinos Lymberakis, ältester Athlet der Segler Nikolaos Vlangalis (52 Jahre und 309 Tage).

## Flaggenträger
Der seit dem 6. März 1964 regierende Konstantin II., letzter König der Hellenen und Teilnehmer der Segelwettbewerbe, trug die Flagge Griechenlands während der Eröffnungsfeier im Olympiastadion.

## Medaillen
Mit einer gewonnenen Goldmedaille belegte das griechische Team Platz 21 im Medaillenspiegel.

### Gold
| Konstantin II., Odysseus Eskitzoglou und Georgios Zaimis | Segeln | Drachen |

## Teilnehmer nach Sportarten

### Boxen
- Panagiotis Kostarellos
  - Bantamgewicht

Rang 17
1. Runde: Freilos
2. Runde: Niederlage nach Punkten gegen Primo Zamparini aus Italien (0:5 Runden, 282:300 Punkte – 53:60, 57:60, 56:60, 58:60, 58:60)

- Dimitrios Michail
  - Halbweltergewicht
- .Rang 17
1. Runde: Freilos
2. Runde: Punktniederlage gegen Bernard Meli aus Irland (0:5 Runden, 286:298 Punkte – 57:59, 58:59, 56:60, 57:60, 58:60)

### Gewichtheben
- Iakovos Psaltis
  - Leichtschwergewicht

Finale: 385,0 kg, Rang 17
Militärpresse: 115,0 kg, Rang 16
Reißen: 120,0 kg, Rang sieben
Stoßen: 150,0 kg, Rang 14

### Leichtathletik
4 × 100 Meter Staffel
- Nikolaos Georgopoulos
Ioannis Komitoudis
Leonidas Kormalis
Konstantinos Lolos
- Ergebnisse
1. Runde: in Lauf drei (Rang zwei) für das Viertelfinale qualifiziert, 41,6 Sekunden (handgestoppt), 41,81 Sekunden (automatisch gestoppt)
Viertelfinale: ausgeschieden in Lauf zwei (Rang fünf), 41,7 Sekunden (handgestoppt), 41,90 Sekunden (automatisch gestoppt)

4 × 400 Meter Staffel
- Evangelos Depastas
Leonidas Kormalis
Konstantinos Moragiemos
Vasilios Sillis
- Ergebnisse
1. Runde: ausgeschieden in Lauf drei, Wettkampf nicht beendet

Einzel
- Myron Anyfantakis
  - Speerwurf

Qualifikationsrunde: Gruppe A, 69,53 Meter, Rang zehn, Gesamtrang 21, nicht für das Finale qualifiziert
1. Versuch: 59,40 Meter
2. Versuch: 69,53 Meter
3. Versuch: ungültig

- Evangelos Depastas
  - 1500 Meter Lauf

1. Runde: ausgeschieden in Lauf drei (Rang acht), 3:48,4 Minuten (handgestoppt), 3:48,77 Minuten (automatisch gestoppt)

- Panagiotis Epitropopoulos
  - Zehnkampf

Finale: 4.737 Punkte, Rang 23
100 Meter Lauf: 678 Punkte, 11,7 Sekunden (handgestoppt), 11,76 Sekunden (automatisch gestoppt), Rang 26
110 Meter Hürden: 283 Punkte, 18,1 Sekunden (handgestoppt), 18,25 Sekunden (automatisch gestoppt), Rang 24
400 Meter Lauf: 606 Punkte, 53,6 Sekunden, Rang 24
1500 Meter Lauf: 297 Punkte, 4:55,0 Minuten, Rang 17
Diskuswurf: 487 Punkte, 34,68 Meter, Rang 22
Hochsprung: 689 Punkte, 1,73 Meter, Rang 21
Kugelstoßen: 587 Punkte, 12,06 Meter, Rang 22
Speerwurf: 540 Punkte, 50,66 Meter, Rang 17
Stabhochsprung: null Punkte, kein gültiger Versuch
Weitsprung: 570 Punkte, 6,23 Meter, Rang 27

- Nikolaos Georgopoulos
  - 100 Meter Lauf

1. Runde: ausgeschieden in Lauf neun (Rang fünf), 11,0 Sekunden (handgestoppt), 11,12 Sekunden (automatisch gestoppt)
  - 200 Meter Lauf

1. Runde: in Lauf drei (Rang zwei) für das Viertelfinale qualifiziert, 22,0 Sekunden (handgestoppt), 22,18 Sekunden (automatisch gestoppt)
Viertelfinale: ausgeschieden in Lauf zwei (Rang sieben), 22,0 Sekunden (handgestoppt), 22,15 Sekunden (automatisch gestoppt)

- Christos Chiotis
  - 5000 Meter Lauf

1. Runde: ausgeschieden in Lauf drei (Rang neun), 15:01,2 Minuten

- Antonios Kounadis
  - Diskuswurf

Qualifikationsrunde: Gruppe A, 52,49 Meter, Rang sechs, Gesamtrang 19, für das Finale qualifiziert
1. Wurf: 52,49 Meter
2. Wurf: ausgelassen
3. Wurf: ausgelassen
Finale: 52,42 Meter, Rang 18
4. Wurf: 52,42 Meter
5. Wurf: ungültig
6. Wurf: 50,56 Meter

- Andreas Kouvelogiannis
  - Hammerwurf

Qualifikationsrunde: 55,18 Meter, Rang 27, nicht für das Finale qualifiziert
1. Wurf: 53,43 Meter
2. Wurf: ungültig
3. Wurf: 55,18 Meter

- Dimitrios Manglaras
  - Weitsprung

Qualifikationsrunde: Gruppe C, 7,45 Meter, Rang sechs, Gesamtrang elf, für das Finale qualifiziert
1. Sprung: 7,35 Meter
2. Sprung: 7,25 Meter
3. Sprung: 7,45 Meter
Finale: 7,45 Meter, Rang elf
4. Sprung: 7,16 Meter
5. Sprung: 7,32 Meter
6. Sprung: 7,45 Meter

- Georgios Marsellos
  - 110 Meter Hürden

1. Runde: ausgeschieden im 4. Lauf (Rang fünf), 14,8 Sekunden (handgestoppt), 14,92 Sekunden (automatisch gestoppt)

- Konstantinos Moragiemos
  - 800 Meter Lauf

1. Runde: ausgeschieden im 4. Lauf (Rang fünf), 1:54,3 Minuten (handgestoppt), 1:54,60 Minuten (automatisch gestoppt)

- Georgios Papavasileiou
  - 3000 Meter Hindernislauf

1. Runde: ausgeschieden im 1. Lauf (Rang vier), 8:51,2 Minuten (handgestoppt), 8:51,46 Minuten (automatisch gestoppt)

- Georgios Roumbanis
  - Stabhochsprung

Qualifikationsrunde: 4,20 Meter, Rang 18, nicht für das Finale qualifiziert
3,80 Meter: gültig, ohne Fehlversuch
4,00 Meter: gültig, ohne Fehlversuch
4,20 Meter: gültig, ohne Fehlversuch
4,30 Meter: ungültig, drei Fehlversuche

- Konstantinos Sfikas
  - Dreisprung

Qualifikationsrunde: Gruppe B, 14,32 Meter, Rang zwölf, Gesamtrang 35, nicht für das Finale qualifiziert
1. Sprung: 14,25 Meter
2. Sprung: 13,60 Meter
3. Sprung: 14,32 Meter

- Vasilios Sillis
  - 400 Meter Lauf

1. Runde: ausgeschieden im 7. Lauf (Rang fünf), 48,4 Sekunden (handgestoppt), 48,56 Sekunden (automatisch gestoppt)

- Dimitrios Skourtis
  - 400 Meter Hürden

1. Runde: ausgeschieden im 4. Lauf (Rang fünf), 53,7 Sekunden (handgestoppt), 53,85 Sekunden (automatisch gestoppt)

- Georgios Tsakanikas
  - Kugelstoßen

Qualifikationsrunde: 16,44 Meter, Rang 18, nicht für das Finale qualifiziert
1. Stoß: 16,44 Meter
2. Stoß: 16,22 Meter
3. Stoß: 16,38 Meter

### Ringen
Freistil
- Stefanos Ioannidis
  - Federgewicht

Rang 18, ausgeschieden nach der 2. Runde mit drei Minuspunkten
1. Runde: Schultersieg gegen Gang Jeong-Ho aus Südkorea, null Minuspunkte
2. Runde: Punktniederlage gegen Ahmed Sayed Kasim aus dem Irak, drei Minuspunkte

Griechisch-römisch
- Anastasios Mousidis
  - Leichtgewicht

Rang elf, ausgeschieden nach der 4. Runde mit acht Minuspunkten
1. Runde: Punktsieg gegen Jacques Pourtau aus Frankreich, ein Minuspunkt
2. Runde: Freilos
3. Runde: Punktniederlage gegen Karel Matoušek aus der Tschechoslowakei, vier Minuspunkte
4. Runde: Schulterniederlage gegen Awtandil Koridse aus der Sowjetunion, acht Minuspunkte

- Michail Theodoropoulos
  - Bantamgewicht

Rang 17, ausgeschieden nach der 2. Runde mit sechs Minuspunkten
1. Runde: Niederlage nach Punkten gegen Franz Brunner aus Österreich, drei Minuspunkte
2. Runde: Punktniederlage gegen Jiří Švec aus der Tschechoslowakei, sechs Minuspunkte

### Rudern
Vierer mit Steuermann
- Ergebnisse
1. Lauf: im 1. Lauf (Rang fünf) gescheitert, 7:01,25 Minuten
Hoffnungsläufe: ausgeschieden im 4. Lauf (Rang vier), 6:57,98 Minuten
- Mannschaft
Panagiotis Kalombratsos
Ilias Polyzois
Ioannis Simbonis
Ioannis Theodorakeas
Triantafyllos Tsongas

Zweier mit Steuermann
- Ergebnisse
1. Runde: in Lauf eins (Rang sechs) gescheitert, 7:59,42 Minuten
Hoffnungsläufe: ausgeschieden im 2. Lauf (Rang fünf), 7:54,75 Minuten
- Mannschaft
Ioannis Chrysochoou
Ioannis Simbonis
Ioannis Theodorakeas

### Schießen
- Platon Georgitsis
  - Tontaubenschießen

Qualifikation: 89 Punkte, Rang 17, für das Finale qualifiziert
Finale: 178 Punkte, Rang 19

- Dimitrios Kasoumis
  - Freie Scheibenpistole

Qualifikation: Gruppe eins, 314 Punkte, Rang 20
1. Runde: 82 Punkte, Rang 27
2. Runde: 86 Punkte, Rang 18
3. Runde: 85 Punkte, Rang 20
4. Runde: 88 Punkte, Rang zwölf
Finale: 515 Punkte, Rang 46
1. Runde: 84 Punkte, Rang 47
2. Runde: 89 Punkte, Rang 18
3. Runde: 83 Punkte, Rang 50
4. Runde: 83 Punkte, Rang 50
5. Runde: 89 Punkte, Rang 17
6. Runde: 87 Punkte, Rang 30

- Georgios Liveris
  - Kleinkaliber Dreistellungskampf

Qualifikation: Gruppe eins, 537 Punkte, für das Finale qualifiziert
Kniend: 182 Punkte
1. Runde: 87 Punkte
2. Runde: 95 Punkte
Liegend: 191 Punkte
1. Runde: 94 Punkte
2. Runde: 97 Punkte
Stehend: 164 Punkte
1. Runde: 82 Punkte
2. Runde: 82 Punkte

- Finale: 1087 Punkte, Rang 49
Kniend: 371 Punkte, Rang 33
1. Runde: 93 Punkte
2. Runde: 90 Punkte
3. Runde: 94 Punkte
4. Runde: 94 Punkte
Liegend: 384 Punkte, Rang 43
1. Runde: 95 Punkte
2. Runde: 97 Punkte
3. Runde: 97 Punkte
4. Runde: 95 Punkte
Stehend: 332 Punkte, Rang 50
1. Runde: 84 Punkte
2. Runde: 86 Punkte
3. Runde: 83 Punkte
4. Runde: 79 Punkte

- - Kleinkaliber liegend

Qualifikation: Gruppe eins, 377 Punkte, Rang 64, nicht für das Finale qualifiziert
Runde eins: 96 Punkte, Rang 15
Runde zwei: 93 Punkte, Rang 37
Runde drei: 93 Punkte, Rang 35
Runde vier: 95 Punkte, Rang 27

- Georgios Marmaridis
  - Freie Scheibenpistole

Qualifikation: Gruppe zwei, 332 Punkte, Rang 27, für das Finale qualifiziert
Runde eins: 85 Punkte, Rang 19
Runde zwei: 80 Punkte, Rang 30
Runde drei: 81 Punkte, Rang 29
Runde vier: 86 Punkte, Rang 14
Finale: 497 Punkte, Rang 52
Runde eins: 81 Punkte, Rang 51
Runde zwei: 85 Punkte, Rang 39
Runde drei: 77 Punkte, Rang 54
Runde vier: 84 Punkte, Rang 47
Runde fünf: 86 Punkte, Rang 34
Runde sechs: 84 Punkte, Rang 47

- - Schnellfeuerpistole

Finale: 544 Punkte, Rang 48
Runde eins: 274 Punkte, Rang 45
Runde zwei: 270 Punkte, Rang 49

- Georgios Pangalos
  - Tontaubenschießen

Qualifikationsrunde: ohne Wertung ausgeschieden

- Alkiviadis Papageorgopoulos
  - Schnellfeuerpistole

Finale: 566 Punkte, Rang 33
Runde eins: 282 Punkte, Rang 36
Runde zwei: 284 Punkte, Rang 31

- Nikolaos Triantafyllopoulos
  - Kleinkaliber Dreistellungskampf

Qualifikation: Gruppe zwei, 531 Punkte, für das Finale qualifiziert
Kniend: 180 Punkte
Runde eins: 93 Punkte
Runde zwei: 87 Punkte
Liegend: 189 Punkte
Runde eins: 95 Punkte
Runde zwei: 94 Punkte
Stehend: 162 Punkte
Runde eins: 78 Punkte
Runde zwei: 84 Punkte
Finale: 1.056 Punkte, Rang 54
Kniend: 358 Punkte, Rang 52
Runde eins: 96 Punkte
Runde zwei: 94 Punkte
Runde drei: 95 Punkte
Runde vier: 92 Punkte
Liegend: 377 Punkte, Rang 53
Runde eins: 96 Punkte
Runde zwei: 94 Punkte
Runde drei: 95 Punkte
Runde vier: 92 Punkte
Stehend: 321 Punkte, Rang 54
Runde eins: 77 Punkte
Runde zwei: 76 Punkte
Runde drei: 85 Punkte
Runde vier: 83 Punkte

- - Kleinkaliber liegend

Qualifikation: Gruppe zwei, 378 Punkte, Rang 31, Gesamtrang 57, nicht für das Finale qualifiziert
Runde eins: 95 Punkte, Rang 27
Runde zwei: 95 Punkte, Rang 25
Runde drei: 93 Punkte, Rang 32
Runde vier: 95 Punkte, Rang 26

### Schwimmen
- Dimitrios Kolovos
  - 100 Meter Rücken

Runde eins: ausgeschieden in Lauf eins (Rang acht), 1:13,8 Minuten

- Nikolaos Zacharopoulos
  - 200 Meter Brust

Runde eins: ausgeschieden in Lauf sechs (Rang sieben), 2:56,4 Minuten

### Segeln
Drachen
- Ergebnisse
Finale: 6733 Punkte, Rang eins 
Rennen eins: 532 Punkte, 3:36:44 Stunden, Rang zehn
Rennen zwei: 1.055 Punkte, 1:58:13 Stunden, Rang drei
Rennen drei: 1.055 Punkte, 2:46:35 Stunden, Rang drei
Rennen vier: 1.532 Punkte, 2:58:51 Stunden, Rang eins
Rennen fünf: 940 Punkte, 2:35:46 Stunden, Rang vier
Rennen sechs: 1.231 Punkte, 2:26:54 Stunden, Rang zwei
Rennen sieben: 940 Punkte, 2:33:50 Stunden, Rang vier
- Mannschaft
Konstantin II.
Odysseus Eskitzoglou
Georgios Zaimis

Flying-Dutchman
- Ergebnisse
Finale: 1779 Punkte, Rang 23
Rennen eins: 212 Punkte, 2:42:00 Stunden, Rang 24
Rennen zwei: 291 Punkte, 2:32:34 Stunden, Rang 20
Rennen drei: 388 Punkte, 2:18:52 Stunden, Rang 16
Rennen vier: 212 Punkte, 2:54:02 Stunden, Rang 24
Rennen fünf: 250 Punkte, 2:20:33 Stunden, Rang 22
Rennen sechs: 388 Punkte, 2:19:49 Stunden, Rang 16
Rennen sieben: 250 Punkte, 2:19:59 Stunden, Rang 22
- Mannschaft
Stylianos Kyriakidis
Konstantinos Lymberakis

Star
- Ergebnisse
Finale: 1579 Punkte, Rang 20
Rennen eins: 261 Punkte, 2:50:52 Stunden, Rang
Rennen zwei: 237 Punkte, 2:36:50 Stunden, Rang
Rennen drei: 261 Punkte, 2:33:16 Stunden, Rang
Rennen vier: 118 Punkte, 3:02:26 Stunden, Rang
Rennen fünf: 340 Punkte, 2:36:40 Stunden, Rang
Rennen sechs: 286 Punkte, 2:45:56 Stunden, Rang
Rennen sieben: 194 Punkte, 2:31:38 Stunden, Rang
- Mannschaft
Spyros Makridakis
Nikolaos Vlangalis

Einzel
- Ioannis Karyofyllis
  - Finn-Dinghi

Finale: 2513 Punkte, Rang 22
Rennen eins: 344 Punkte, 1:52:45 Stunden, Rang 20
Rennen zwei: 604 Punkte, 2:07:22 Stunden, Rang elf
Rennen drei: null Punkte, disqualifiziert
Rennen vier: 469 Punkte, 2:17:32 Stunden, Rang 15
Rennen fünf: 265 Punkte, 1:57:25 Stunden, Rang 24
Rennen sechs: 691 Punkte, 1:53:52 Stunden, Rang neun
Rennen sieben: 140 Punkte, 1:58:18 Stunden, Rang 32